# MAZ-203
Der MAZ-203 (russisch МАЗ-203, deutsche Transkription eigentlich MAS-203) ist ein Busmodell des belarussischen Fahrzeugherstellers Minski Awtomobilny Sawod, das seit 2006 in Serie produziert wird.

## Beschreibung

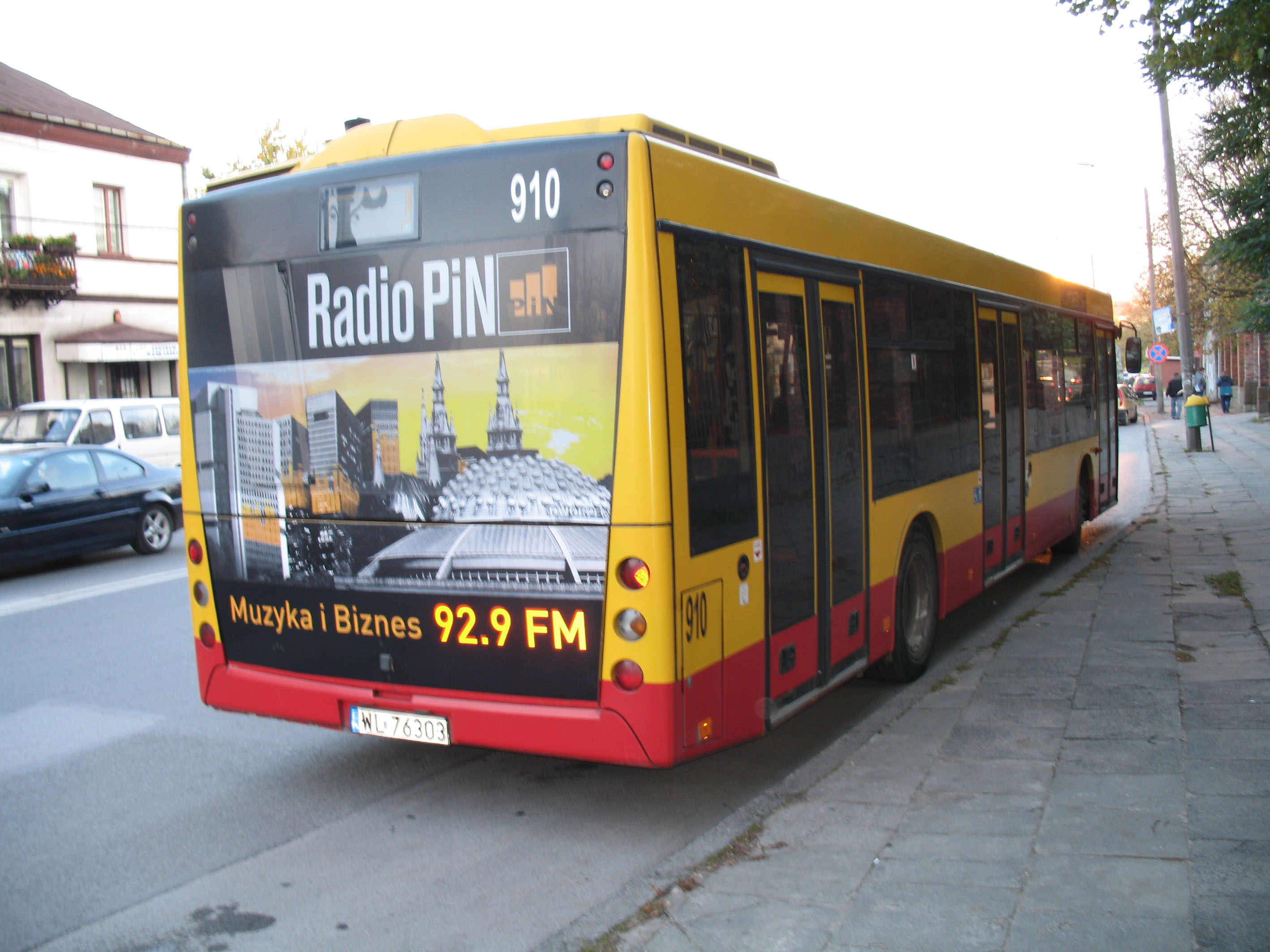
Heckansicht des Fahrzeugs

Der MAZ-203 wurde erstmals 2005 der Öffentlichkeit präsentiert und wird seit 2006 in Serie produziert. Seit 2009 wird eine zweite Generation des Fahrzeugs angeboten, unter anderem mit überarbeitetem Fahrzeugführerstand. Es handelt sich bei diesem Modell um einen Niederflurbus, welcher in diverse Länder exportiert wurde. Der MAZ-203 findet sich im öffentlichen Personennahverkehr einiger Städte Osteuropas, wie beispielsweise in Russland oder Serbien. In Serbien wird das Modell unter der Bezeichnung BIK-203 vertrieben, welches auf ein Joint Venture mit einem serbischen Fahrzeughersteller in Kragujevac zurückgeht. Erwähnenswert ist in diesem Zusammenhang, dass es sich bei den serbischen Fahrzeugen um Busse mit Erdgasantrieb handelt.
Bei der Produktion des Busses wurde auch auf ausländische Komponenten zurückgegriffen. So werden bei den Exportversionen Motoren von Daimler-Benz oder Deutz verbaut. Auch das Getriebe stammt von Voith oder ZF. Das Fahrzeug gewann einige Preise auf internationalen Nutzfahrzeugmessen in Russland. Es entspricht außerdem den internationalen Bestimmungen für Fahrzeuge für den Personenverkehr, die von der UN für Europa festgelegt wurden.
Erster größerer Abnehmer war die russische Stadt Kasan, welche im Jahr 2007 50 MAZ-203-Busse übernahm.
Unter der Bezeichnung MAZ-203T wird eine Trolleybusausführung des Fahrzeugs produziert. Außerdem wird seit 2006 mit dem MAZ-206 eine kürzere Variante des Fahrzeugs als Midibus gebaut.

## Technik
Alle Daten gelten für die zweite, ab 2009 produzierte Generation.
- Motor: Wahlweise Dieselmotoren von Daimler-Benz oder Deutz, Erdgasantrieb
- Leistung: 170–213 kW (231–290 PS)
- Abgasnormen: Wahlweise Euro-3, Euro-4 oder Euro-5
- Getriebe: ZF-Getriebe oder Voith-Automatikgetriebe
- Federung: Luftfederung
- Reifengröße: 275/70R22.5
- Anzahl der Türen: 3

Abmessungen und Gewichtsangaben
- Länge über Alles: 12.000 mm
- Breite: 2550 mm
- Höhe: 3100 mm
- Zulässiges Gesamtgewicht: 18.000 kg
- Achslast vorne: 6500 kg
- Achslast hinten: 11.500 kg

Plätze
- Sitzplätze: Nach Kundenwunsch 26, 28, 30, 33, 36 oder 37
- Plätze insgesamt: Nach Kundenwunsch 100, 102, 104 oder 105
- Stehplätze: circa 60–70